# 金特·西格蒙德
金特·西格蒙德（德語：Günter Siegmund，1936年12月19日—2020年9月13日），德国男子拳击运动员。他曾代表德国联队参加1960年夏季奥林匹克运动会拳击比赛，获得男子81公斤以上级铜牌。